# Christoph von Bredow
Christoph Kuno Anatol von Bredow (* 11. März 1930 in Stechow, Kreis Westhavelland; † 28. August 2016 in Hannover) war ein deutscher Politiker (CDU).
Nach seiner mittleren Reife begann von Bredow ab 1947 seine Berufsausbildung mit Abschluss als Landwirtschaftsmeister und staatlich geprüfter Landwirt (Agraringenieur). Es folgte eine Tätigkeit in der Landwirtschaft. Von 1964 bis 1993 war er als Industriekaufmann und leitender Angestellter im Vertriebsbereich mehrerer Unternehmen der chemischen Industrie beschäftigt. Von Bredow war langjährig in der Geschäftsführung eines Fachverbandes im Verband der Chemischen Industrie tätig.
Von 1979 an war er Mitglied der CDU und zeitweise Vorsitzender des CDU-Ortsverbandes Kirchrode. Er war ab 1981 Mitglied im Stadtbezirksrat Kirchrode-Bemerode-Wülferode, von 1981 bis 1986 stellvertretender Bezirksbürgermeister und ab 1986 CDU-Fraktionsvorsitzender. Von Bredow war in der 12. und 13. Wahlperiode, von 1990 bis 1998, Mitglied des Niedersächsischen Landtages. Als Alterspräsident eröffnete er am 23. Juni 1994, zu Beginn der 13. Wahlperiode, die konstituierende Sitzung des Niedersächsischen Landtages.